# سام بيتر جاكسون
سام بيتر جاكسون (بالإنجليزية: Sam Peter Jackson)‏ هو كاتب سيناريو وممثل بريطاني، ولد في 17 مارس 1978.

## وصلات خارجية
- سام بيتر جاكسون على موقع IMDb (الإنجليزية)
- سام بيتر جاكسون على موقع قاعدة بيانات الفيلم (الإنجليزية)
- سام بيتر جاكسون على موقع كينوبويسك (الروسية)